# Chionista fluctifraga
Chionista fluctifraga är en musselart som först beskrevs av G. B. Sowerby II 1853.  Chionista fluctifraga ingår i släktet Chionista och familjen venusmusslor. Inga underarter finns listade i Catalogue of Life.